# شناگر (داستان کوتاه)
شناگر (به انگلیسی: The Swimmer) داستانی کوتاه از نویسندهٔ آمریکایی جان چیور است که اولین بار در ۱۸ ژوئیهٔ ۱۹۶۴ در نیویورکر منتشر شد. این داستان در سال ۱۹۶۴ در مجموعه داستان کوتاه فرمانده (سرتیپ) و بیوه گلف و در سال ۱۹۷۸ در مجموعه داستان‌های کوتاه جان چیور  منتشر شد.
در سال ۱۹۶۸ فیلمی به همین نام بر اساس داستان شناگر ساخته شد که برت لنکستر در آن نقش‌آفرینی کرد.

## طرح
داستان با آرام گرفتن ندی مریل در استخر یکی از دوستانش در یک روز گرم تابستان شروع می‌شود. با هوس و هوس، ندی تصمیم می‌گیرد با شنا در تمام استخرهای محله، که برای احترام به همسرش «رودخانه لوسیندا» نامیده می‌شود، به خانه برگردد. او سفر را با شور و شوق و پر از انرژی جوانی آغاز می‌کند و در همان ایستگاه‌های ابتدایی سفر، دوستانش با شور و شوق با نوشیدنی از او استقبال می‌کنند. به راحتی آشکار می‌شود که وی از احترام خوبی برخوردار است و دارای جایگاه اجتماعی از طبقه مرفه (بالا) یا متوسط است.
با پیشرفت سفر او، لحن داستان به تدریج تاریک و سوررئال می‌شود. با وجود همیشه روشن بودن بعد از ظهر، مشخص نیست که چه مدت زمان سپری شده‌است: در ابتدای داستان به وضوح نیمه تابستان است، اما در نهایت همه نشانه‌های طبیعی فصل پاییز بودن را نشان می‌دهد. برخی از آشنایان قدیمی که ندی با آنها روبرو می‌شود، مشکلات مالی خود را ذکر می‌کنند، اگرچه او به خاطر نمی‌آورد چنین بدبختی‌هایی داشته باشد. وی به ئضوح در چندین خانه متعلق به صاحبان یک طبقه اجتماعی پایین‌تر است مورد استقبال قرار نگرفته‌است. انرژی زودرس و جوانی او به تدریج کاهش می‌یابد و شنا کردن برای او دردناک تر و دشوارتر می‌شود. سرانجام، او لنگ لنگان و گیج به خانه برگشت و فقط برای پیدا کردن خانه اش فرسوده، خالی و رها شد. 

## زمینه
در اصل به عنوان یک رمان تصور می‌شد و از بیش از ۱۵۰ صفحه یادداشت تجزیه و تحلیل می‌شد، برخی از محققان معتقدند که این مشهورترین داستان چیور است که اغلب با آنتولوژیک روبرو می‌شود.  همان‌طور که منتشر شده‌است، داستان بخاطر ترکیب واقع گرایی و سورئالیسم، کاوش موضوعی در حومه آمریکای، به ویژه رابطه بین ثروت و خوشبختی، و همچنین استفاده او از افسانه و نمادگرایی بسیار ستوده شده‌است. 

## تفاوت‌های داستان فیلم و داستان اصلی
اگرچه داستان کتاب و فیلم اشتراکات بسیاری دارند، اما تفاوت‌ها در ساختن یک داستان کوتاه به اندازه کافی متناسب با یک فیلم بلند است که عناصر اساسی طرح داستان را تغییر نمی‌دهد.
اولین تغییر این است که نِدی بیشتر نِد نامیده می‌شود، فقط چند همسایه که به‌طور شگفت‌انگیز غافلگیر شدند به‌طور مختصر از ندی استفاده می‌کنند. شرلی آدامز، معشوقه قبلی ندی، نیز تغییر نام می‌یابد. او دیگر به سادگی زیبا توصیف نمی‌شود بلکه به بازیگری به نام شرلی ابوت تبدیل می‌شود. به شرلی فرصتی داده می‌شود تا تجربه خود را با معشوقه بودن ند به اشتراک بگذارد، در حالی که نسخه داستانی شرلی فقط مدت کوتاهی قبل از شنیدن ندی در استخر خود صحبت می‌کند. چندین شخصیت کوچک فیلم در داستان کوتاه کاملاً غایب هستند: جولی، پرستار بچه‌های مریل قدیمی؛ کوین، پسری که ند به او در غلبه بر ترس از شنا کمک می‌کند؛ و جان، یک زن جوان مشتاق که دوستانش او را از پیوستن به Ned در ماجراجویی خود منصرف می‌کنند.
این فیلم همچنین با اجازه دادن به وسترهازی‌ها هنگام ترک ند از استخر خود، خیلی زودتر از داستان به گذشته تاریک ند اشاره می‌کنند. در مقابل، ندی قبل از اینکه متن به گذشته فراموش شده اش اشاره کند، به خوبی در ماجراجویی خود قرار دارد.
الکل به‌طور مکرر در کتاب و فیلم و همچنین ناتوانی ناد در یادآوری وقایع دردناک از گذشته وجود دارد. صحنه آخر در داستان و فیلم یکی است: ند به خانه متروک خود برمی گردد و قادر به ورود نیست.

### کتابشناسی - فهرست کتب
- - Kuiper, Kathleen (2011). "The Swimmer: story by Cheever". Encyclopaedia Britannica.